# Bank Handlowy
Bank Handlowy w Warszawie (BHW) — коммерческий банк Польши. Банк предоставляет услуги под маркой Citi Handlowy (ранее — Citibank Handlowy). В 2011 году банк занимал 10 место по объёму активов среди банков Польши.

## История
Банк был основан в 1870 году группой людей из финансовой буржуазии, дворянства и интеллигенции. Инициатором создания банка был финансист Леопольд Кроненберг. Банк финансировал промышленность, сельское хозяйство и торговлю.
В период Польской Народной Республики был одним из двух банков (наряду с Pekao), действующих в качестве акционерного общества. После 1945 года Bank Handlowy был основным польским банком-корреспондентом иностранных банков, а в 1964 году получил монопольное право на обслуживание внешнеторговых сделок. Монополия способствовала созданию крупнейшей сети банков-корреспондентов: филиал был открыт в Лондоне, представительства — в Нью-Йорке, Москве, Белграде, Риме и Берлине, филиалы — в Вене, Люксембурге и Франкфурте.
В 2001 году произошло слияние Bank Handlowy и Citibank (Poland). Крупнейшим акционером банка (75 % акций) является Citibank Overseas Investment Corporation.
С июня 1997 года Bank Handlowy котируется на Варшавской фондовой бирже, с апреля 2011 года банк включён в индекс WIG 20.